# Stephan Grigat (Politiker)

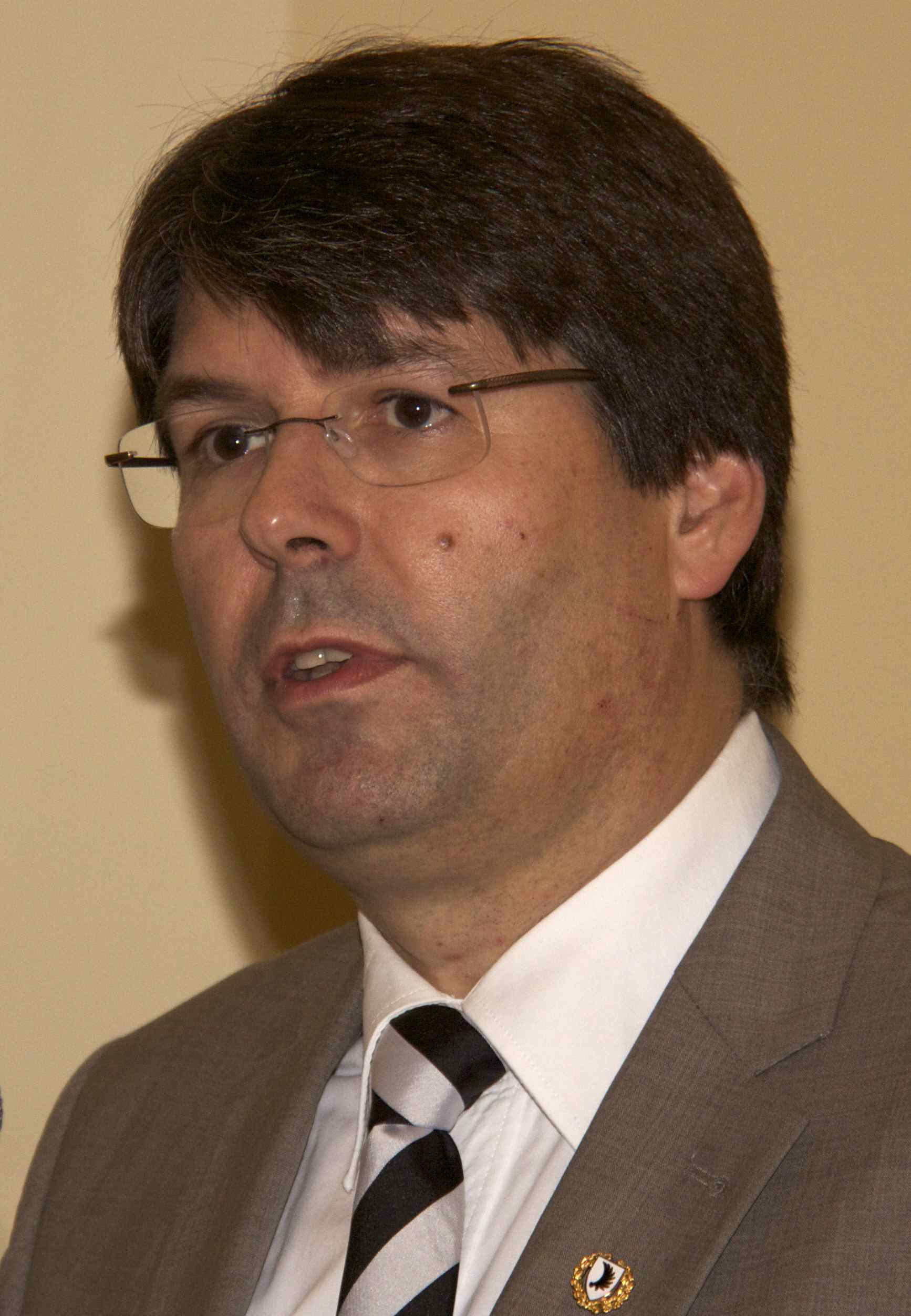
Stephan Grigat (2013)

Stephan Grigat (* 24. Januar 1964 in Detmold) ist ein deutscher Rechtsanwalt und Notar. Als CDU-Mitglied engagiert er sich in der Kommunalpolitik. Er ist Sprecher der Landsmannschaft Ostpreußen und stellvertretender Landrat des Kreises Lippe.

## Lebenslauf
Nach dem Abitur am Leopoldinum im Jahre 1983 diente Grigat von 1983 bis 1986 als Soldat auf Zeit beim Heer (Bundeswehr). Durch Wehrübungen erreichte er den derzeitigen Dienstgrad Oberstleutnant der Reserve. Von 1986 bis 1991 studierte er Jura an der Universität Bielefeld. Seit 1995 ist er als Rechtsanwalt beim Amts- und Landgericht Detmold zugelassen. Er ist Fachanwalt für Sozialrecht und seit 2014 Notar. Grigat ist verheiratet und Vater zweier Söhne. Seine Familie stammt aus Ostpreußen. Grigat ist aktiver Reiter.

### Politischer Werdegang
Seit 1989 sitzt er für die CDU im Rat der Stadt Detmold. 1999 wurde er Kreistagsabgeordneter im Lippischen Kreistag, seit 2014 ist er dort stellvertretender CDU-Fraktionsvorsitzender. Von 1999 bis 2009 war er Vorsitzender des CDU-Stadtverbandes Detmold, von 2003 bis 2010 außerdem Vorsitzender der CDU-Ratsfraktion Detmold. Er ist stellvertretender Landrat des Kreises Lippe.

### Aktivitäten für Ostpreußen
Grigat steht als Sprecher der Landsmannschaft Ostpreußen e. V. (Hamburg) und als Kreisvertreter der Kreisgemeinschaft Goldap Ostpreußen e. v. (Stade) vor. In seiner religiös aufgeladenen Grundsatzrede beim Jahrestreffen der Landsmannschaft Ostpreußen im Juni 2017 in Neuss kritisierte er die Migrationspolitik seiner Partei und beschwor ein Bild von Unsicherheit und Unfreiheit hervor, die in der Bundesrepublik herrschen würden. Ausdruck dessen seien auch geschlechtergerechte Sprache, nicht-heteronormativer Aufklärungsunterricht oder der zweite Atomausstieg durch die Bundesregierung im Jahr 2011.
Er ist außerdem Vorsitzender des Stiftungsrates der Stiftung Zukunft für Ostpreußen. Im Sommer 2010 wurde er als BdV-Vertreter zu einem der Vertreter im Stiftungsrat der Stiftung Flucht, Vertreibung, Versöhnung bestellt. Grigat ist zudem seit 2012 Vizepräsident des Bundes der Vertriebenen (BdV). Für sein jahrzehntelanges Engagement für die Menschen aus Ostpreußen hat Landrat Axel Lehmann im Oktober 2016 Grigat die Verdienstmedaille des Verdienstordens der Bundesrepublik Deutschland überreicht.